# Louis Blanc
Louis Jean Joseph Charles Blanc (Madrid, 29 ottobre 1811 – Cannes, 6 dicembre 1882) è stato uno storico e politico francese.

## Esordi
Nasce a Madrid, ove il padre era ispettore generale delle finanze sotto il regno di Giuseppe Bonaparte, durante l'occupazione francese. Fuggito Giuseppe da Madrid dopo la disfatta di Arapiles e, definitivamente, il 13 giugno 1813, la famiglia Blanc dovette rientrare in Francia.
Alcuni anni più tardi Blanc era a Parigi, in povertà: aveva chiesto aiuto al prozio materno, il corso Pozzo di Borgo, che glielo rifiutò. Terminò comunque gli studi di legge.

## Gli anni della Monarchia di Luglio

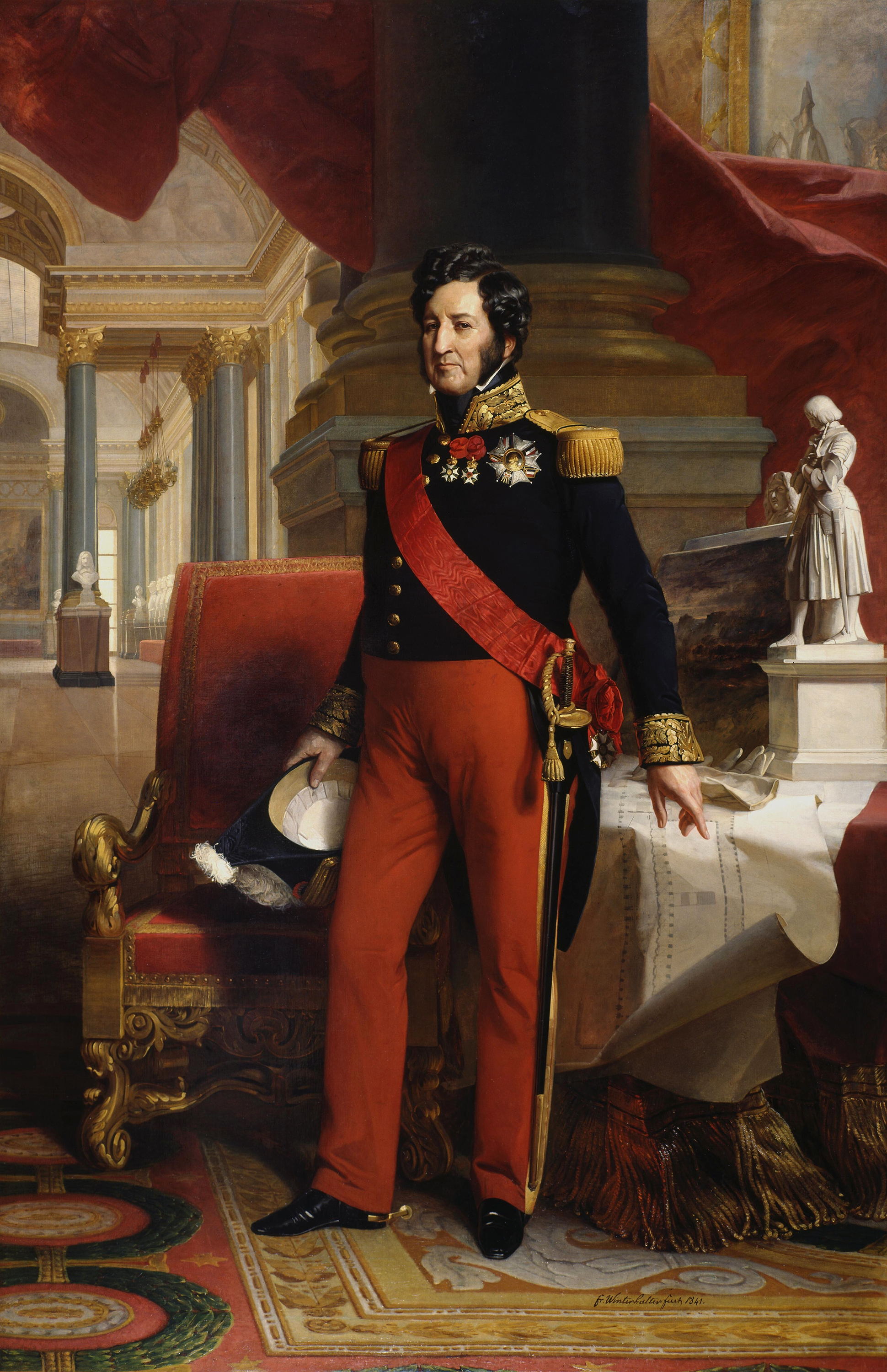
Luigi-Filippo, il re di luglio

### “L'Organizzazione del lavoro”
Prese, quindi, a collaborare con diversi giornali sino a che fondò la Revue du progrès. Qui, nel 1839, pubblicò il suo studio L'Organizzazione del lavoro, il testo base del suo pensiero politico e che avrebbe segnato l'intera sua carriera.
Con una visione decisamente anti-liberista, egli attribuì i mali della società moderna alla pressione competitiva del mercato, che spinge da parte i più deboli. Proclamava, quindi, la parificazione dei salari e l'unione degli interessi personali in un più generale bene comune, secondo la famosa formula "a ciascuno secondo i suoi bisogni, da ciascuno secondo le sue capacità". La sede per la realizzazione di tali ambiziosi programmi sarebbero stati i cosiddetti "laboratori sociali" (Ateliers Sociaux), una vera e propria nuova organizzazione sociale, che avrebbe consentito la proprietà comune dei mezzi di produzione. In pratica una sorta di minotauro, metà cooperativa e metà sindacato, ove i lavoratori avrebbero unito i propri sforzi per il bene comune.

### La lunga opposizione alla Monarchia di Luglio
Assai giovane, si arruolò nella Società Segreta dei Diritti dell'Uomo (insieme a François ed Étienne Arago, Ledru-Rollin, Victor Schoelcher, Louis Auguste Blanqui): essa tentò, il 15 aprile 1834 una insurrezione a Parigi: come d'abitudine sorsero in città numerose barricate, stroncate con il famoso massacro della rue Transnonain.
Nel 1841 pubblicò una Storia del decennio 1830-1840, che ebbe quattro edizioni in quattro anni. L'opera, allora molto celebre, rappresentava una feroce critica alla Monarchia di Luglio.

## La rivoluzione di febbraio

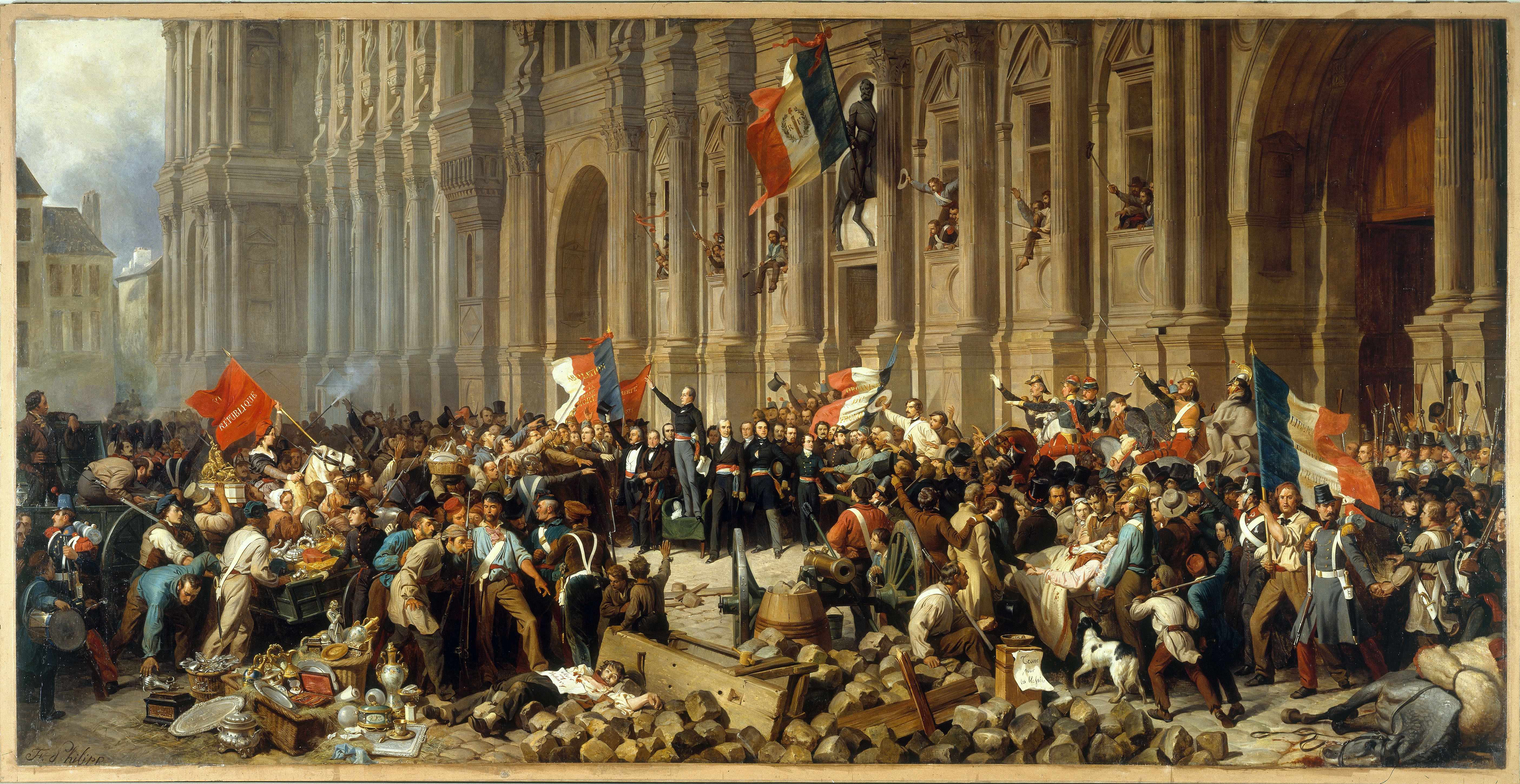
Alphonse de Lamartine (al centro) guida il 25 febbraio 1848 i social-rivoluzionari, con la bandiera rossa, alla presa dell Hôtel de Ville di Parigi (Olio di Henri Felix Emmanuel Philippoteaux)

### Autorevole membro del governo provvisorio
Vennero poi la rivoluzione di febbraio e la caduta di Luigi Filippo, a seguito della quale Blanc divenne membro del governo provvisorio. 

Certamente si trattava di un governo notevolmente spostato a sinistra, con il Ledru-Rollin alla importantissima carica di ministro degli interni. Ma l'incarico dimostra anche il prestigio guadagnato dal Blanc nei lunghi anni di giornalismo e lotta politica.

### I laboratori nazionali
Qui ebbe, finalmente, la opportunità di mettere alla prova le sue, allora in gran voga, teorie economiche. Fu su sua proposta che, il 25 febbraio, il governo deliberò di "garantire l'esistenza dei lavoratori attraverso il lavoro" e permise l'istituzione dei "laboratori nazionali" (Ateliers Nationaux), attuazione pratica dei "laboratori sociali". L'esperimento ebbe esiti disastrosi, anche per il malcontento creatosi presso il ceto contadino, sul quale ricaddero gli oneri del finanziamento dei "laboratori". Lui stesso lo rinnegò, in un pamphlet pubblicato a Londra, circa un anno più tardi (Appel aux honnêtes gens, 1849), con la speciosa motivazione, avanzata da tutti i teorici, che l'esperimento fosse fallito non per come era disegnato, ma per come era stato implementato.

### Il Ministero del Lavoro
Già come membro del governo provvisorio avanzò la proposta, allora rivoluzionaria, di istituire un "ministero del lavoro". Esse venne respinta, con la motivazione che un simile provvedimento fosse al di là delle competenze di un governo provvisorio. Tuttavia Blanc ottenne di essere nominato presidente di una commissione governativa per i lavoratori, in effetti una commissione di inchiesta, istituita al palazzo del Luxembourg per una indagine sulla condizione del lavoro.
Ancora il 10 maggio, alla Assemblea Nazionale, ripropose la istituzione di un ministero del lavoro. Ma l'Assemblea, al contrario del governo provvisorio, era a maggioranza monarchica o liberale e la proposta venne, ancora una volta, respinta.

## Esilio

### La fuga dalla Francia
La sua carriera politica venne travolta dalla insurrezione del 15 maggio, che segnò la vittoria del partito moderato, che già controllava l'Assemblea Nazionale, contro le folle radicali di Parigi. Blanc non prese la guida della abortita rivoluzione, né la combatté. Ragion per cui venne travolto dagli eventi e rischiò di venire ucciso.
Salvato in circostanza fortunose, fuggì in Belgio con un falso passaporto e, di lì, a Londra. Venne, quindi, condannato in contumacia da un tribunale di Bourges, addirittura alla deportazione. Non sparì, tuttavia, dalla scena politica francese, conservando la direzione della rivista Nouveau Monde, che continuava ad essere pubblicata a Parigi. Qui uscì una serie di suoi articoli, ove difese il proprio ruolo nel 1848, poi raccolti nel volume Pagine della storia della rivoluzione del 1848, uscito a Bruxelles nel 1850.

### La lunga permanenza a Londra

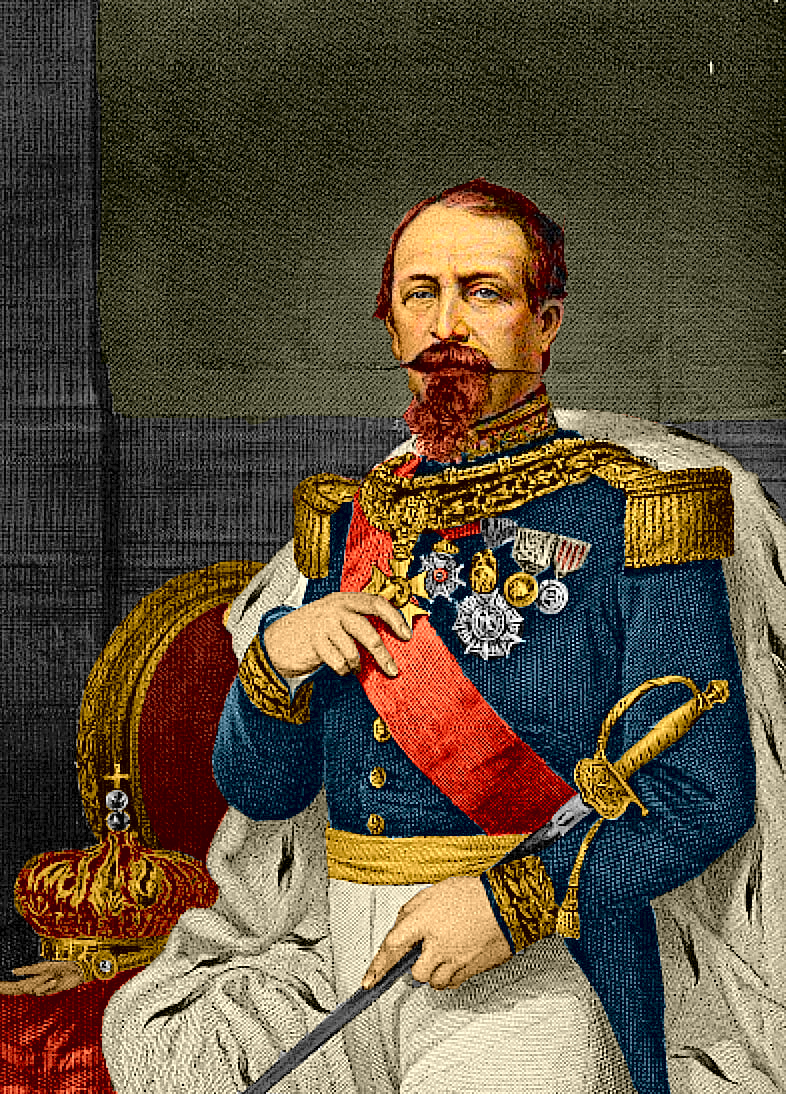
Luigi Napoleone Buonaparte, imperatore dei Francesi

La permanenza a Londra, tuttavia, era destinata a durare oltre i due decenni: già nel 1839 Blanc si era pronunciato con veemenza contro ogni ipotesi di restaurazione napoleonica, prevedendo un "dispotismo senza gloria", un "Impero senza Imperatore".
Ciò spiega perché egli rimase in esilio dopo la trasformazione della Seconda Repubblica nel Secondo Impero di Napoleone III.
In ogni caso Blanc era tutt'altro che isolato, tanto da essere iniziato in Massoneria nella loggia « Les sectateurs de Ménés », a Londra. Nel 1854 sarà portato al 93º grado del Rito di Memphis e Misraim ed eletto Oratore del Sovrano Consiglio di questo grado. Nel 1882 sarà poi membro attivo della Loggia « Humanité de la Drôme » a Valence e membro d'onore della Loggia « Les libres penseurs du Pecq » e sarà pure membro attivo della loggia dei Filadelfi del Rito di Memphis e Misraim.
Ebbe anche il tempo e le risorse per dedicarsi ad una enorme raccolta di materiale documentale (oggi conservato al British Museum), che gli permisero di completare i dodici volumi della sua Storia della rivoluzione francese (intesa come la Grande Rivoluzione del 1789), che seguivano il primo volume del 1847 pubblicato a Parigi e vennero completati nel 1862.
Nel 1858 uscì un volume opera di Lord Normanby intitolato Un anno di rivoluzione a Parigi, cui Blanc dovette replicare con una sua Storia della rivoluzione del 1848, uscito in due volumi, nel 1870 e nel 1880.
I quegli anni uscirono anche le Lettere sull'Inghilterra (1866-1867).

## Ritorno in Francia

### La continuazione della guerra contro la Prussia
Rimase a Londra sino alla caduta del Secondo Impero, segnata dalla resa di Luigi Napoleone a Sedan, il 2 settembre 1870 e dalla proclamazione, il successivo 4 settembre della Terza Repubblica.
A quel punto Blanc rientrò a Parigi: qui si dichiarò, come un poco tutti, favorevole alla continuazione del conflitto (sostenuta, in primis, dal nuovo ministro della guerra Gambetta) e fece il gesto di arruolarsi nella guardia nazionale. Le speranze vennero, tuttavia, deluse con la sconfitta del Bourbaki e il fallimento della disperata impresa di liberare Parigi dall'assedio prussiano. Questi si concluse solo il 18 gennaio 1871, con la resa della Francia ed una mini-parata trionfale dei vincitori sin sotto l'Arco di Trionfo, senza osar andare più oltre, nella enorme città chiaramente ostile.

### Di nuovo all'Assemblea Nazionale

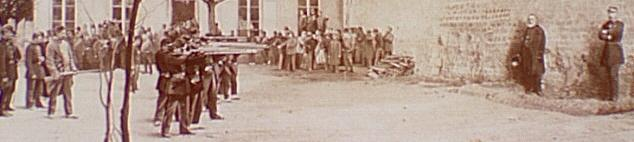
I Generali Lecomte e Thomas vengono fucilati a Montmartre dopo che le loro truppe si sono unite alla ribellione (ricostruzione fotografica)

Seguirono le elezioni generali dell'8 febbraio 1871 e Blanc venne rieletto alla Assemblea Nazionale e sedette nei banchi della sinistra. Qui, probabilmente ammaestrato dagli spiacevoli ricordi del 1848, mantenne un atteggiamento ostile alla Comune di Parigi, limitandosi a criticare gli eccessi della repressione.
Nel 1878 sostenne l'abolizione della residenza del Senato. Il suo ultimo significativo contributo politico venne nel gennaio 1879, quando propose alla Assemblea ed ottenne un provvedimento di amnistia per i Comunardi.
A questi ultimi anni risale la pubblicazione dei due volumi Dieci anni della storia dell'Inghilterra (1879-1881) e Domande d'oggi e di domani (1873-1884). Quest'ultimo, soprattutto, a lungo alla base della elaborazione politica del socialismo francese.

## Esito
Gli ultimi anni furono segnati dalla scomparsa della moglie, nel 1876, Christina Groh, sposata nel 1865. Blanc morì a Cannes, il 6 dicembre 1882. Venne sepolto con funerali di Stato al cimitero di Père-Lachaise.